# دور المجموعات في كأس الكونفيدرالية الإفريقية 2012
مباريات دور المجموعات في كأس الاتحاد الأفريقي لكرة القدم 2012 سوف تقام ما بين أغسطس وأكتوبر 2012.
مواعيد مراحل المباريات هي 3–5 أغسطس، 17–19 أغسطس، 31 أغسطس–2 سبتمبر، 14–16 سبتمبر، 5–7 أكتوبر و 17–19 أكتوبر.
سيشهد دور المجموعات مشاركة الفائزون الثمانية من الدور الفاصل. سيتم تقسيمهم إلى مجموعتين من أربعة فرق، حيث سيلعبون ضد بعضهم البعض ذهاب-و-إياب بنظام الدوري المجزأ. الفريقين الأفضل في كل مجموعة سيتأهلون إلى نصف النهائي.

## التصنيف
أقيمت قرعة الدور الفاصل ودور المجموعات يوم 15 مايو 2012، 14:00 ت ع م+02:00، في مقر الكاف بالقاهرة. في قرعة دور المجموعات صنف فريقين من بين الفرق الثمانية في الدور الفاصل (باستخدام ترتيب الفرق السنوي المخصص من 2007–2011) إلى الوعاء 1 والفائزين من المواجهات المتبقية صنفوا في الوعاء 2. تحتوي كل مجموعة على فريق واحد الوعاء 1 وثلاثة فرق من الوعاء 2.
|                                                   | مواجهات الدور الفاصل | مواجهات الدور الفاصل                             | مواجهات الدور الفاصل    |
| الفريق 1 (الخاسرين من الدور الثاني لدوري الأبطال) | v                    | الفريق 2 (الفائزين من الدور الثاني لكأس الاتحاد) |                         |
| ------------------------------------------------- | -------------------- | ------------------------------------------------ | ----------------------- |
| الوعاء 1                                          | v                    | (صاحب أعلى ترتيب) المغرب الفاسي                  | ليوبارد                 |
| الوعاء 1                                          | v                    | (صاحب أعلى ترتيب) الهلال                         | سيركل أولمبيك دي باماكو |
| الوعاء 2                                          | v                    | أفاد دجيكانو                                     | الوداد الرياضي          |
| الوعاء 2                                          | v                    | المريخ                                           | بلاك ليوباردز           |
| الوعاء 2                                          | v                    | دجوليبا                                          | النادي الإفريقي         |
| الوعاء 2                                          | v                    | ديناموز                                          | إنتر لواندا             |
| الوعاء 2                                          | v                    | الملعب المالي                                    | النادي المكناسي         |
| الوعاء 2                                          | v                    | كوتون سبورت                                      | الأهلي شندي             |

ملاحظات
- يظهر الفائز من كل مجموعة بالعريض

## حسم التعادل
ترتيب ترتيب التعادل يستخدم عندما يكون فريقين أو أكثر متساويين في النقاط هي:
1. عدد نقاط التي تم الحصول عليها في المباريات بين الفرق المعنية؛
2. فارق أهداف في المباريات بين الفرق المعنية؛
3. أهداف مسجلة في المباريات بين الفرق المعنية؛
4. أهداف مسجلة خارج القواعد في المباريات بين الفرق المعنية؛
5. فارق الأهداف في جميع المباريات؛
6. أهداف مسجلة في جميع المباريات؛
7. سحب القرعة.

## المجموعات

### المجموعة الأولى
| الفريق      | نقاط | فرق | عليه | له | خ | ت | ف | لعب |
| ----------- | ---- | --- | ---- | -- | - | - | - | --- |
| المريخ      | 14   | 5+  | 3    | 8  | 0 | 2 | 4 | 6   |
| الهلال      | 11   | 5+  | 6    | 11 | 1 | 2 | 3 | 6   |
| إنتر لواندا | 5    | 4−  | 7    | 3  | 3 | 2 | 1 | 6   |
| الأهلي شندي | 3    | 6−  | 9    | 3  | 5 | 0 | 1 | 6   |

| المريخ     | 0 – 1 | إنتر لواندا |
| ---------- | ----- | ----------- |
| الباشا 86' | تقرير |             |

| الأهلي شندي | 2 – 1 | الهلال                |
| ----------- | ----- | --------------------- |
| بشير 55'    | تقرير | الطاهر 45' · ساني 68' |

| الهلال      | 1 – 1 | المريخ        |
| ----------- | ----- | ------------- |
| سادومبا 46' | تقرير | أوسونوا 45+1' |

| إنتر لواندا | 1 – 0 | الأهلي شندي |
| ----------- | ----- | ----------- |
|             | تقرير | يعقوبو 84'  |

| المريخ                   | 0 – 2 | الأهلي شندي |
| ------------------------ | ----- | ----------- |
| أوسونوا 70' · الباشا 82' | تقرير |             |

| إنتر لواندا  | 1 – 1 | الهلال      |
| ------------ | ----- | ----------- |
| كيالوندا 35' | تقرير | سادومبا 71' |

| الهلال                            | 0 – 3 | إنتر لواندا |
| --------------------------------- | ----- | ----------- |
| ساني 13' · الطيب 32' · الطاهر 42' | تقرير |             |

| الأهلي شندي | 1 – 0 | المريخ         |
| ----------- | ----- | -------------- |
|             | تقرير | إيدير ليما 75' |

| الهلال           | 0 – 2 | الأهلي شندي |
| ---------------- | ----- | ----------- |
| سادومبا 42'، 70' | تقرير |             |

| إنتر لواندا | 0 – 0 | المريخ |
| ----------- | ----- | ------ |
|             | تقرير |        |

| الأهلي شندي      | 1-2   | إنتر لواندا                       |
| ---------------- | ----- | --------------------------------- |
| سوباحي 8' (ركل.) | تقرير | جوال مبونغو 5' (ركل.) · ماركو 64' |

| المريخ                                  | ضد    | الهلال            |
| --------------------------------------- | ----- | ----------------- |
| عبد الله 10' · ساكوواها 10' (ركل.)، 83' | تقرير | الطاهر 40'، 90+2' |

### المجموعة الثانية
| الفريق         | نقاط | فرق | عليه | له | خ | ت | ف | لعب |
| -------------- | ---- | --- | ---- | -- | - | - | - | --- |
| دجوليبا        | 13   | 2+  | 7    | 9  | 1 | 1 | 4 | 6   |
| ليوبارد        | 9    | 2+  | 6    | 8  | 1 | 3 | 2 | 6   |
| الوداد الرياضي | 6    | 0   | 10   | 10 | 2 | 3 | 1 | 6   |
| الملعب المالي  | 3    | 4−  | 10   | 6  | 3 | 3 | 0 | 6   |

| ليوبارد    | 1 – 1 | الوداد الرياضي |
| ---------- | ----- | -------------- |
| موساكا 10' | تقرير | الغريب 60'     |

| الملعب المالي | 2 – 0 | دجوليبا                |
| ------------- | ----- | ---------------------- |
|               | تقرير | كوليبالي 4' · سيسي 70' |

| دجوليبا      | 1 – 1 | ليوبارد |
| ------------ | ----- | ------- |
| باغايوكو 65' | تقرير | ندي 4'  |

| الوداد الرياضي | 1 – 1 | الملعب المالي |
| -------------- | ----- | ------------- |
| لكحل 43'       | تقرير | كوليبالي 87'  |

| الملعب المالي | 1 – 1 | ليوبارد    |
| ------------- | ----- | ---------- |
| سيسي 35'      | تقرير | لاكولو 41' |

| دجوليبا                            | 1 – 2 | الوداد الرياضي |
| ---------------------------------- | ----- | -------------- |
| باغايوكو 76' · سيديبي 90+4' (ركل.) | تقرير | الحواصي 38'    |

| الوداد الرياضي | 1 – 2 | دجوليبا                    |
| -------------- | ----- | -------------------------- |
| المناصفي 25'   | تقرير | باغايوكو 11' · بانغورا 90' |

| ليوبارد    | 1 – 0 | الملعب المالي |
| ---------- | ----- | ------------- |
| غنادزي 25' | تقرير |               |

| الوداد الرياضي                          | 1-3   | ليوبارد       |
| --------------------------------------- | ----- | ------------- |
| كوني 21' · الهلالي 53' · المناصفي 90+1' | تقرير | بيبي-نداي 73' |

| دجوليبا                                | 1-2   | الملعب المالي |
| -------------------------------------- | ----- | ------------- |
| تراوري 21' (ركل.) · يانغورا 53' (ركل.) | تقرير | ديارا 66'     |

| ليوبارد                            | 0-3   | دجوليبا |
| ---------------------------------- | ----- | ------- |
| كومبو 8' · لاكولو 33' · كيفوري 78' | تقرير |         |

| الملعب المالي                                         | 3-3   | الوداد الرياضي                          |
| ----------------------------------------------------- | ----- | --------------------------------------- |
| بوراما كوليبالي 7' · بكاري كوليبالي 30' · دياوارا 90' | تقرير | الهلالي 18' · موثيس 65' · بن قجان 90+3' |